# رود كرول

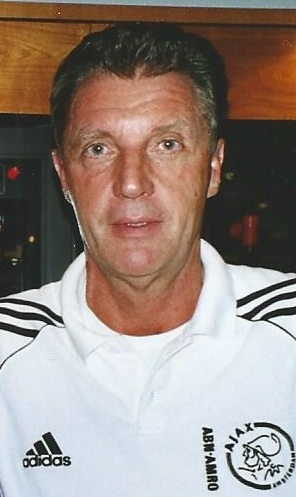
رود كرول سنة 2005.

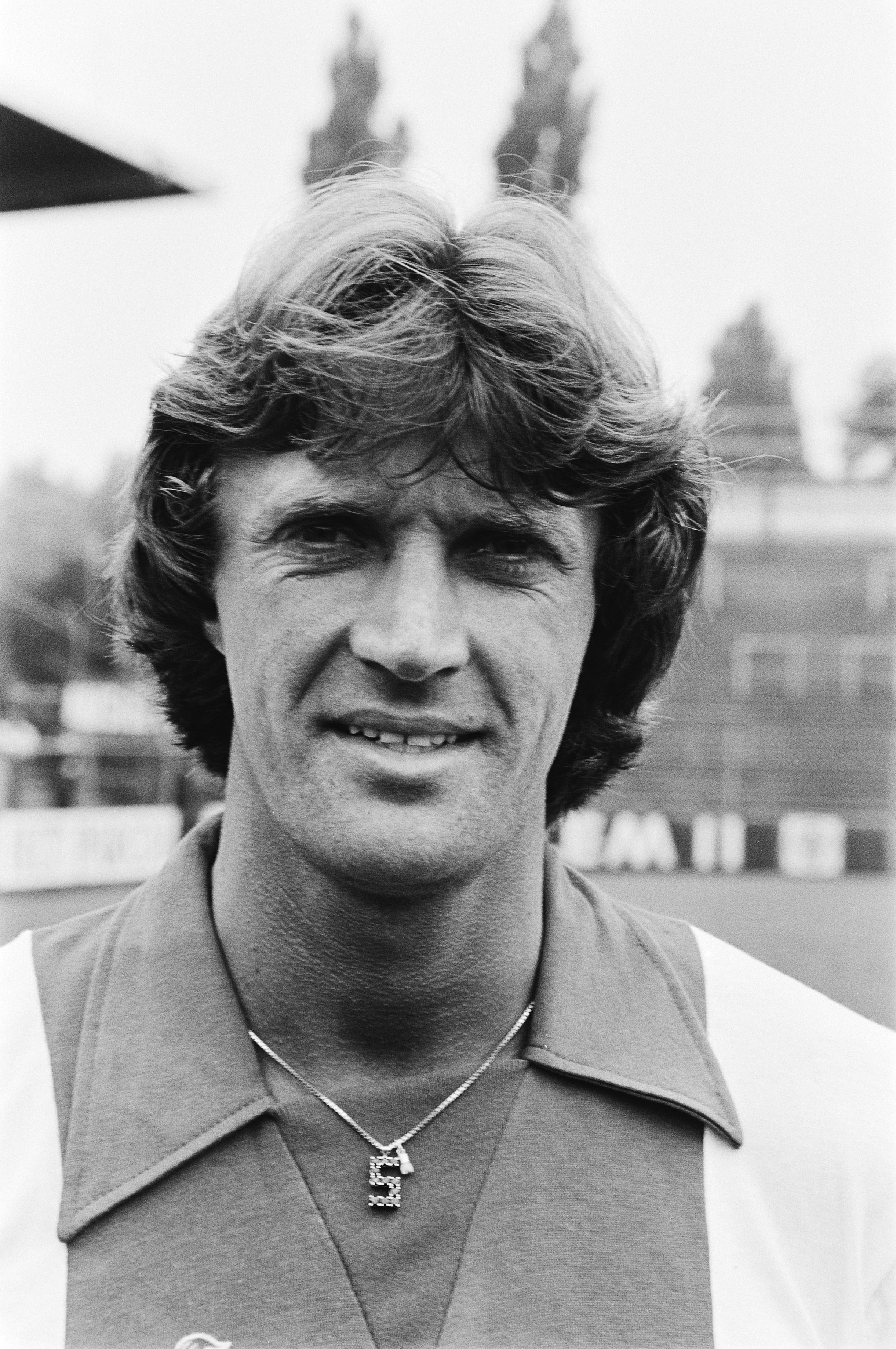
رود كرول سنة 1979.

رود كرول (بالهولندية: Ruud Krol) ولد في 24 مارس 1949 في أمستردام. هو لاعب كرة قدم هولندي سابق، وهو حاليا مدرب نادي الرجاء البيضاوي المغربي .

## السيرة الذاتية
لعب كرول كمدافع في نادي أياكس أمستردام، أين أحزر معها ثلاثة ألقاب دوري أبطال أوروبا ولقب كأس الإنتركونتيننتال.

ومع منتخب هولندا لكرة القدم وصل مرتين إلى نهائي كأس العالم لكرة القدم.

### مع الفرق
في سنة 1969، بدأ كرول كلاعب أساسي في نادي أياكس أمستردام. مع هذا النادي، أحرزرود كرول ثلاثة ألقاب دوري أبطال أوروبا سنة 1971 و1972 و1973، وكأس الإنتركونتيننتال سنة 1972، ولقبي كأس السوبر الأوروبي سنة 1972 و1973، وخمسة بطولات الدوري الهولندي الممتاز، وأربعة ألقاب كأس هولندا. هذه القائمة تبين جيدا الهيمنة التي كان يفرضها نادي أياكس أمستردام في بدايات السنوات 1970، وكان له أهمية في إحراز هذه البطولات مع يوهان نيسكينز ويوهان كرويف.

رود كرول في نادي أياكس أمستردام كان أصل "كرة القدم الكاملة"، حيث آنذاك كان لاعبو الالدفاع يتحولون للهجوم وتسجيل الأهداف عندما تسنح لهم الفرصة.

كان رود كرول يحتل المرتبة الثالثة في قائمة أفضل لاعبي أوروبا سنة 1979 وكذلك أفضل لاعب أجنبي يلعب في بطولة إيطاليا سنة 1981.

في تاريخه كلاعب مع الفرق، لعب رود كرول 525 مباراة سجل فيهم 24 هدف وهو في مركز المدافع.

### مع المنتخب
بدأ كرول تاريخه مع منتخب هولندا سنة 1969 أثناء مباراة أمام منتخب إنجلترا.

جاء في المركز الثاني مع منتخبه في كأس العالم 1974 (خسر ضد منتخب ألمانيا)، وكذلك أحرز المركز الثاني في كأس العالم 1978 (خسر ضد منتخب الأرجنتين).

كان كرول لمدة طويلة قائد منتخب هولندا لكرة القدم ولعب معه 83 مباراة وسجل 4 أهداف.

خرج من المنتخب في سنة 1983.

كان كرول أحد لاعبي فريق الفيفا المثالي سنة 1979، وضمن أحسن فريق أوروبي سنة 1982.

## التاريخ الرياضي

### لاعب
لعب كرول منذ 1968 حتى 1986 مع أربعة فرق من أربعة دول مختلفة.
| الموسم    | الفريق              | الدولة  |
| --------- | ------------------- | ------- |
| 1968-1980 | نادي أياكس أمستردام | هولندا  |
| 1980      | وايت كابس فانكوفر   | كندا    |
| 1980-1984 | نادي نابولي         | إيطاليا |
| 1984-1986 | جمعية كان           | فرنسا   |

### مدرب
درب كرول منذ بداية امتهانه لمهنة التدريب في 1989 حتى الآن 8 فرق و3 منتخبات.
| الموسم    | الفريق/المنتخب             | الدولة       |
| --------- | -------------------------- | ------------ |
| 1989-1990 | كيه في ميتشيلين            | بلجيكا       |
| 1990-1991 | نادي سيرفيت                | سويسرا       |
| 1994-1996 | منتخب مصر (نائب)           | مصر          |
| 1996-1999 | نادي الزمالك               | مصر          |
| 1999-2002 | منتخب هولندا (نائب)        | هولندا       |
| 2002-2006 | نادي أياكس أمستردام (نائب) | هولندا       |
| 2006-2007 | نادي أجاكسيو               | فرنسا        |
| 2007-2008 | نادي الزمالك               | مصر          |
| 2008-2011 | أورلاندو بايرتس            | جنوب إفريقيا |
| 2012-2013 | النادي الرياضي الصفاقسي    | تونس         |
| 2013      | منتخب تونس                 | تونس         |
| 2013      | النادي الرياضي الصفاقسي    | تونس         |
| 2014      | الترجي الرياضي التونسي     | تونس         |
| 2014      | نادي الأهلي طرابلس         | ليبيا        |
| 2015-الآن | نادي الرجاء البيضاوي       | المغرب       |

## الجوائز والألقاب

### لاعب
- لعب نهائي كأس العالم 1974 وكأس العالم 1978 مع منتخب هولندا لكرة القدم.
- فائز بدوري أبطال أوروبا ثلاث مرات سنوات 1971 و1972 و1973 مع نادي أياكس أمستردام.
- فائز بكأس الإنتركونتيننتال سنة 1972 مع نادي أياكس أمستردام.
- فائز بكأس السوبر الأوروبي سنة 1972 و1973 مع نادي أياكس أمستردام.
- فائز بالدوري الهولندي الممتاز سنوات 1970 و1972 و1973 و1977 و1979 و1980 مع نادي أياكس أمستردام.
- فائز بكأس هولندا سنوات 1970 و1971 و1972 و1979 مع نادي أياكس أمستردام.

### مدرب
- فاز ببطولة كأس الأفرو آسيوية سنة 1997 مع نادي الزمالك.
- فائز بكأس مصر سنة 2008 مع نادي الزمالك.
- فائز ببطولة جنوب أفريقيا سنة 2011 مع نادي أورلاندو بايرتس.
- فائز ببطولة تونس سنة 2013 مع النادي الرياضي الصفاقسي.
- فائز بكأس الاتحاد الكونفدرالي الأفريقي لسنة 2013 مع النادي الرياضي الصفاقسي.
- فائز ببطولة تونس سنة 2014 مع الترجي الرياضي التونسي.

| سبقه نبيل معلول | مدرب منتخب تونس لكرة القدم 2013 | تبعه |

## روابط خارجية
- رود كرول على موقع الاتحاد الدولي (مؤرشف)  (الإنجليزية)
- رود كرول على موقع الاتحاد الأوربي (الإنجليزية)
- رود كرول على موقع قاعدة بيانات كرة القدم.إي يو (الإنجليزية)
- رود كرول على موقع بيانات كرة القدم. دي إي (الألمانية)
- رود كرول على موقع ناشيونال فوتبول تيمز (الإنجليزية)
- رود كرول على موقع عالم كرة القدم.نت (الإنجليزية)
- رود كرول على موقع كووورة